# Scaptomyza scoliops
Scaptomyza scoliops är en tvåvingeart som beskrevs av Hardy 1965. Scaptomyza scoliops ingår i släktet Scaptomyza och familjen daggflugor. Inga underarter finns listade i Catalogue of Life.